# Shenyang Taoxian International Airport
Shenyang Taoxian International Airport IATA: SHE, ICAO: ZYTX) er en lufthavn i udkanten af storbyen Shenyang i det nordøstlige Kina. Shenyang Airport håndterer ca. 6.060.000 passagerer årligt. 

## Indrigsdestinationer og luftfartselskaber
- Air China (Beijing, Chengdu)
- China Eastern Airlines (Harbin, Jinan, Kunming, Nanjing, Shanghai Pudong, Wenzhou, Wuhan, Zhengzhou)
- China Southern Airlines (Beijing, Changsha, Chengdu, Chongqing, Dalian, Fuzhou, Guangzhou, Guilin, Guiyang, Haikou, Hangzhou,  Harbin, Hohhot, Jinan, Kunming, Lanzhou, Manzhouli, Nanchang, Nanjing, Nanning, Ningbo, Qingdao, Sanya, Shantou, Shanghai-  Pudong, Shenzhen, Shijiazhuang, Tianjin, Taiyuan, Urumqi, Wenzhou, Wuhan, Xiamen, Xi'an, Yanji, Yantai, Yinchuan, Zhengzhou)
- China Postal Airlines (Shanghai Hongqiao, Weifang)
- China United Airlines (Beijing-Nanyuan)
- Hainan Airlines (Beijing, Changsha, Haikou, Hohhot, Ningbo, Tianjin, Taiyuan, Urumqi, Xiamen, Xian, Yantai)
- Okay Airways (Tianjin)
- Shandong Airlines (Harbin, Heihe, Jinan, Qinghai, Xian, Yantai)
- Shanghai Airlines (Shanghai-Pudong)
- Shenzhen Airlines (Changzhou, Guangzhou, Shenzhen, Wuhan)
- Xiamen Airlines (Fuzhou, Hangzhou, Changsha, Nanchang, Zhengzhou)

## International Destination og luftfartselskaber
- Air Koryo (Pyongyang)
- Airstars (Ulan-Ude)[1]
- All Nippon Airways (Osaka-Kansai, Tokyo-Narita)
- Asiana Airlines (Busan, Daegu, Seoul-Incheon)
- Cathay Pacific
- Dragonair (Dalian, Hong Kong)
- China Southern Airlines (Busan, Cheongju, Daegu, Fukuoka, Hong Kong, Irkutsk,[1] Jeju, Nagoya-Centrair, Osaka-Kansai, Sapporo- Chitose, Seoul-Incheon, Singapore, Tokyo-Narita)
- Korean Air (Seoul-Incheon)
- Lufthansa (Munich, Seoul-Incheon) [begins June 8, 2008]
- S7 Airlines (Irkutsk)[1]
- TESIS Aviation Enterprise (Novosibirsk)[1]

| Luftfart | Spire Denne artikel om flyvning er en spire som bør udbygges. Du er velkommen til at hjælpe Wikipedia ved at udvide den. |

41°38′24″N 123°29′01″Ø / 41.64°N 123.4836°Ø